# 華為Ascend P6
华为ascend p6是一款由华为生产的智能手机。该机采用了超薄一体机身设计，厚度为6.18毫米（双卡版为6.48mm），是当时全球最薄智能手机。并且采用了全金属机身，背壳采用瑞士名表金属工艺。欧洲上市时售价为449欧元，中国大陆上市时售价2688元人民币。

## 軟件
Ascend P6預装了Android，搭载Emotion UI 1.6。内置Uni-Home、Me Widget、魔幻触控（MagicTouch）、智能网页浏览（SmartReading）、杜比音效等功能，并加入全景拍摄和自动脸部对焦等拍摄模式。华为还特别为该手机加入了快速电力控制（Quick Power Control, QPC）与自动非连续接听（Automated Discontinuous Reception, ADRX）智能省电技术，续航表现可提升30%以上。